# Arthula flavofasciata
Arthula flavofasciata är en stekelart som först beskrevs av Tohru Uchida 1931.  Arthula flavofasciata ingår i släktet Arthula och familjen brokparasitsteklar. Inga underarter finns listade.